# 朝鮮日報
《朝鮮日報》（韩语：／）是大韓民國的主要報紙之一，每日發行量高達230萬份，销售量排名第一，以韓文發行。《朝鲜日报》创办于三一独立运动之后的1920年，是韩国历史最悠久的报纸之一。與《東亞日報》、《中央日報》并称為韓國三大報紙。該報的立場趨向於韓國保守派的觀點，有著親美、親日、友台、反中以及鮮明的反共、反北韓政權的報導與評論視角。
朝鮮日報設有中文版新聞網站，供中文互聯網用户浏览。該報在中國大陸、台灣、香港、俄羅斯、美國、日本和法國等國家及地區派有常駐記者。

## 历史
1919年，三一运动期间，金九以“有志者事竟成”的名义，开始创刊《朝鲜日报》。
1920年，日本朝鲜总督府在新的文化政策下允许《朝鲜日报》、《东亚日报》等朝鮮文日报开始发行。
1940年，朝鲜总督府取消《朝鲜日报》等朝鲜文日报发行。
1945年，日本戰敗結束在朝鲜半岛的殖民統治後，《朝鲜日报》复刊。
1968年，《朝鲜日报》发行《周刊朝鲜》杂志。
1980年，《朝鲜日报》发行《月刊朝鲜》杂志。
1990年，《朝鲜日报》发行体育类报纸，取名《朝鲜体育报（韓語：스포츠조선）》。

## 外部連結
- 官方网站 
- 週刊朝鮮官方網站 （页面存档备份，存于）
- 月刊朝鮮官方網站 （页面存档备份，存于）
- 少年朝鮮官方網站 （页面存档备份，存于）
- 朝鲜日报中文网 （页面存档备份，存于）（中文）